# FCスタッド・ニヨン
フットボールクラブ・スタッド・ニヨン（Football Club Stade Nyonnais）は、スイスの南西部、ヴォー州の都市ニヨンを本拠地とするサッカークラブチームである。2022-23シーズンはスイス・プロモーションリーグ（3部）に所属。

## 歴史
1901年、FCニヨン（Football Club Nyon）として創設。1905年に現在の名称となった。2007-08シーズンは1.リーガ（3部相当）のグループ1で3位となり昇格プレーオフへ進出、上位3チームで争われるプレーオフの結果、見事2部昇格を果たした。

## タイトル

### 国内タイトル
- なし

### 国際タイトル
- なし